# George Ayscue

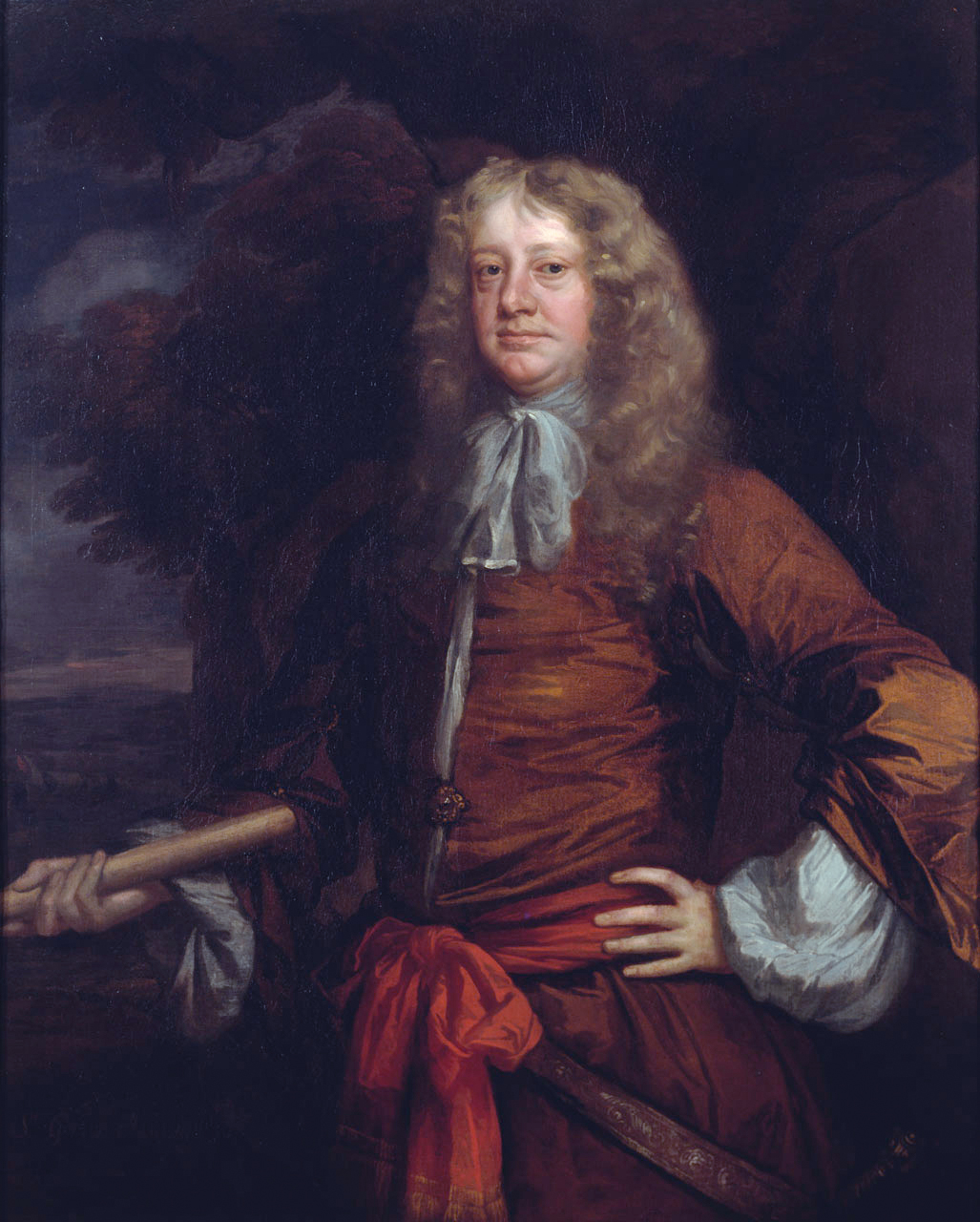
Sir George Ayscue (um 1666)

Sir George Ayscue (* um 1616; † 1671) war ein englischer Admiral, der im Englischen Bürgerkrieg und den Englisch-Niederländischen Seekriegen diente.

## Leben
Er stammte aus Lincolnshire und wurde von König Karl I. zum Knight Bachelor geschlagen. Während des Bürgerkrieges 1648, als er als Kapitän in der Navy des Englischen Parlaments diente, verhinderte Ayscue das Überlaufen der Flotte an die Royalisten, woraufhin er zum „General at Sea“ befördert wurde. 1651 nahm er zusammen mit General at Sea Robert Blake an der Eroberung der Scilly Isles teil. Später, im gleichen Jahr, eroberte er Barbados und die anderen noch unter Kontrolle der Royalisten stehenden Karibikinseln.
Er war Gouverneur von Barbados, bis er 1652 anlässlich des Ersten Englisch-Niederländischen Seekriegs nach England zurückbeordert wurde. Im August 1652 unterlag er dem Niederländer Michiel de Ruyter in der Seeschlacht bei Plymouth. Nach der Befreiung von seinem Kommando diente er in der schwedischen Marine und kehrte nach der Wiedereinsetzung von König Karl II. nach England zurück.
Im Zweiten Englisch-Niederländischen Seekrieg führte Ayscue als Rear-Admiral of the Blue einen Verband in der Seeschlacht bei Lowestoft 1665. Als Admiral of the White bei der Viertageschlacht 1666 lief sein Flaggschiff, die Prince Royal am dritten Tag auf Grund und er ergab sich und sein Schiff an den niederländischen Leutnant-Admiral Cornelis Tromp, wodurch er die unglückliche Berühmtheit erlangte, der hochrangigste Offizier der Royal Navy zu sein, der jemals vom Feind gefangen genommen wurde. Bis zum Ende des Krieges 1667 wurde er im niederländischen Staatsgefängnis in Loevestein festgehalten. Er scheint danach kein Kommando mehr geführt zu haben und starb 1671.